# Марьяновка (Пятихатский район)
Марья́новка (укр. Мар'янівка) — село,
Марьяновский сельский совет,
Пятихатский район,
Днепропетровская область,
Украина.
Код КОАТУУ — 1224583701. Население по переписи 2022 года составляло 481 человек.
Является административным центром Марьяновского сельского совета, в который, кроме того, входит село
Волочаевка.

## Географическое положение
Село Марьяновка находится на берегу реки Жёлтая (в основном на левом берегу),
выше по течению примыкает город Жёлтые Воды,
ниже по течению на расстоянии в 3 км расположено село Анновка (Петровский район).
По селу протекает пересыхающий ручей с запрудой.

## История
- Конец XVIII века — начало XIX века — дата основания.

## Экономика
- Свинотоварная ферма «Днипро-Гибрид».

## Объекты социальной сферы
- Школа.
- Детский сад.
- Фельдшерско-акушерский пункт.
- Дом культуры.
- Публичная сельская библиотека — филиал № 18 Пятихатской ЦБС

## Достопримечательности
- Братская могила советских воинов.

## Экология
- Отстойники гидрометаллургического завода (урановые).